# Jankielówka
Jankielówka – wieś w Polsce położona w województwie podlaskim, w powiecie suwalskim, w gminie Raczki.
Wieś magnacka położona była w końcu XVIII wieku w powiecie grodzieńskim województwa trockiego.
W okresie międzywojennym stacjonowała tu placówka Straży Celnej „Jankielówka”.
W latach 1975–1998 miejscowość administracyjnie należała do województwa suwalskiego.